# 21776 Kryszczyńska
21776 Kryszczyńska este un asteroid din centura principală, descoperit pe 5 septembrie 1999, de LONEOS.